# Eudonia hemiplaca
Eudonia hemiplaca là một loài bướm đêm trong họ Crambidae.